# N 08
Die N 08 (kyrillisch Н 08) ist eine Fernstraße „nationaler Bedeutung“ in der Ukraine. Sie führt von Boryspil bei Kiew entlang des Dnepr über Krementschuk und Dnipro nach Saporischschja.

## Verlauf
- Boryspil
- Perejaslaw
- Solotonoscha
- Irklijiw
- Hradysk
- Krementschuk
- Derijiwka
- Werchnjodniprowsk
- Kamjanske
- Dnipro
- Saporischschja